# Квінт Фульвій Флакк
Квінт Фульвій Флакк (лат. Quintus Fulvius Flaccus, ? — 205 до н. е.) — військовий, державний та політичний діяч Римської республіки, чотириразовий консул 237, 224, 212 і 209 років до н. е.

## Життєпис
Походив з впливового роду Фульвіїв. Син Марка Фульвія Флакка, консула 264 року до н. е.
У 237 році його було обрано консулом разом з Луцієм Корнелієм Лентулом Кавдіном. Воював з галльськими племенами інсумбрів на півночі Італії. У 231 році став цензором.
У 224 році до н. е. його вдруге обрано консулом разом з Тітом Манлієм Торкватом. Під час своєї каденції підкорив галльське плем'я бойїв, що перебралося до Італії. У 215 та 214 роках до н. е. став міським претором (лат. Praetor urbanus) Риму.
У 213 році до н. е. диктатор Гай Клавдій Центон, якому сенат доручив проведення виборів консулів, призначив Флакка своїм заступником — начальником кінноти. Завдяки цьому його втретє обрано консулом у 212 році до н. е., разом з небожем Центона — Аппієм Клавдієм Пульхром. Тоді тривала Друга Пунічна війна. Відзначився у першій битві при Капуї. Незабаром переміг карфагенян біля Беневента. У 211 році до н. е. як проконсул захопив Капую.
У 210 році до н. е. римський сенат призначив Квінта Фульвія диктатором для проведення виборів консулів. 
У 209 році до н. е. його вчетверте обрано консулом, разом з Квінтом Фабієм Максимом. Як провінцію отримав Апулію та Брутіум.
Квінт Фульвій Флакк помер у Римі у 205 році до н. е.

## Родина
Дружина — Сульпіція
- Квінт Фульвій Флакк
- Луцій Манлій Ацидін Фульвіан